# Paddy and the Rats

Paddy and the Rats es una banda de celtic punk originaria de Miskolc, Hungría, fundada en 2008 por Paddy O'Reilly, Vince Murphy y Joey MacOnkay; tiempo después se unirían Seamus Conelly, Sonny Sullivan y Sam McKenzie. La banda combina elementos como punk rock con tonadas celtas y folk, aunque en algunas canciones sea notoria cierta influencia de la polka y música rusa. Ellos denominan su género como Pub n' Roll.
En 2010 lanzaron su álbum debut Rats on Board, el cual tuvo un notable éxito no sólo en Hungría, sino en prácticamente toda la comunidad fanática del celtic punk alrededor del mundo. Tal así que fueron galardonados con el segundo y tercer puesto en Celtic Rock Portal en las categorías Banda del Año y Álbum del Año, respectivamente. Rats on Board fue el álbum húngaro más descargado en iTunes en ese año.
Su segundo disco, Hymns for Bastards, fue puesto a la venta en la primavera del 2011. Dicho álbum tuvo una gran influencia del Jigga (una disciplina de danza irlandesa). Para conmemorar el lanzamiento del álbum (y de paso celebrar su tercer aniversario), la banda dio un concierto en el A38, un famoso barco que atraviesa Hungría recorriendo el río Danubio.
En abril del 2012, Sonny deja la banda y en poco tiempo sería remplazado por Bernie Bellamy. El 12 de diciembre del mismo año lanzan su tercer álbum de estudio, Tales From the Docks, en el cual destacan ritmos de las clásicas canciones de piratas, y al igual que en sus discos anteriores, hacen uso de melodías tradicionales celtas combinadas con sus letras y acordes, tal es el caso del primer sencillo salido de dicho álbum, Bastards Back Home, en cuyo fondo puede escucharse a Sam McKenzie interpretando Scotland the Brave.

## Miembros de la banda
- Paddy O'Reilly - Primera voz, guitarra acústica
- Sam McKenzie - Gaita, tin whistle, banjo, mandolina, violín, coros
- Joey MacOnkay - Guitarra eléctrica, coros
- Bernie Bellamy - Acordeón, concertina, coros
- Vince Murphy - Bajo eléctrico, coros
- Seamus Conelly - Batería, coros

## Antiguos miembros
- Sonny Sullivan - Acordeón, concertina, coros

## Discografía
- 2010: Rats on Board
- 2011: Hymns for Bastards
- 2012: Tales From the Docks
- 2015: Lonely Hearts' Boulevard
- 2017: Riot City Outlaws
- 2022: From Wasteland to Wonderland
- 2024: Lord of the Drinks